# Na Hang (huyện)
Na Hang (tên chính xác là Nà Hang - với ý nghĩa trong tiếng Tày là ruộng cuối hoặc ruộng dưới thung lũng) là một huyện cũ thuộc tỉnh Tuyên Quang, Việt Nam.

## Địa lý
Huyện Na Hang nằm ở phía bắc tỉnh Tuyên Quang, cách thành phố Tuyên Quang khoảng 110 km, có vị trí địa lý:
- Phía đông giáp huyện Chợ Đồn, huyện Ba Bể và huyện Pác Nặm thuộc tỉnh Bắc Kạn
- Phía tây giáp huyện Lâm Bình
- Phía nam giáp huyện Chiêm Hóa
- Phía bắc giáp huyện Bắc Mê, tỉnh Hà Giang và huyện Bảo Lâm, tỉnh Cao Bằng.

Huyện Na Hang có diện tích 865,50 km², dân số năm 2011 là 41.868 người.
Địa hình Nà Hang khá hiểm trở, có nhiều núi đá vôi, tập trung ở phía nam và phía bắc, thấp dần từ bắc xuống nam; bị chia cắt rất lớn, nhiều vùng gần như biệt lập, sự gắn kết giữa các vùng dân cư, các điểm kinh tế - xã hội hết sức hạn chế. Nằm trên vòng cung sông Gâm, Nà Hang có nhiều dãy núi lớn. Núi đất và núi đá xen kẽ lẫn nhau, tạo thành nhiều thung lũng lớn, nhỏ. Huyện có nhiều đỉnh núi cao trên 1.000 m, tập trung chủ yếu ở các xã Khâu Tinh, Sinh Long, Côn Lôn, Đà Vị, Sơn Phú, Hồng Thái. Đây cũng là những nơi có địa hình hiểm trở, bị chia cắt mạnh, giao thông hết sức khó khăn, độ che phủ của rừng còn khá lớn, đó cũng là vùng giàu tài nguyên nhất của huyện. Rừng Nà Hang có nhiều loại gỗ, dược thảo và muông thú quý, hiếm. Đó là thế mạnh kinh tế cơ bản của huyện. Nằm ở thượng nguồn sông Gâm, rừng Nà Hang có tác dụng rất lớn trong việc bảo vệ nguồn nước, hạn chế tác dụng của lũ, lụt đối với vùng hạ lưu.
Nà Hang có hai con sông là sông Gâm và sông Năng. Sông Gâm chảy qua địa phận Lâm Bình, Nà Hang, với chiều dài 53 km, từ bắc xuống nam qua các xã Phú Yên, Khuôn Hà, Thượng Lâm (huyện Lâm Bình) và xã Năng Khả, Khâu Tinh, thị trấn Nà Hang, Thanh Tương; sau đó chảy qua Chiêm Hoá rồi hợp lưu với sông Lô. Đây là đường thuỷ duy nhất nối Nà Hang với tỉnh lỵ Tuyên Quang. Sông Năng bắt nguồn từ tỉnh Cao Bằng chảy qua Chợ Rã, cửa hồ Ba Bể chảy xuống thác Đầu Đẳng (tỉnh Bắc Kạn) vào địa phận xã Đà Vị (huyện Nà Hang) theo hướng đông - tây qua địa phận các xã Đà Vị, Khau Tinh, Sơn Phú, thị trấn Nà Hang với chiều dài 25 km, hợp lưu với sông Gâm tại chân núi Pác Tạ cách thượng lưu đập thuỷ điện 2 km. Từ năm 2002, khi công trình thuỷ điện Tuyên Quang được xây dựng, ngoài khúc sông chảy qua địa phận thị trấn Nà Hang và xã Thanh Tương, những khúc chảy qua địa phận các xã còn lại nay trở thành lòng hồ thuỷ điện Tuyên Quang. Ngoài sông Gâm và sông Năng, huyện còn có suối lớn là Bắc Vãng (Nặm Vang) và hàng chục suối nhỏ khác.
Do ảnh hưởng của địa hình, khí hậu của Nà Hang không đồng nhất giữa các vùng, phụ thuộc vào độ cao và đặc điểm của núi. Vùng cao trên 800 m mang sắc thái khí hậu á nhiệt đới, nhiệt độ cao nhất trong năm khoảng trên 30oC. Vùng thấp dưới 800 m mang sắc thái khí hậu nhiệt đới, nóng, ẩm. Khí hậu trong năm chia làm bốn mùa rõ rệt, nhiệt độ trung bình trong năm là 22oC, độ ẩm không khí khoảng 85%, lượng mưa trung bình 1.800 mm.
Nằm sâu trong nội địa, Nà Hang thường hay có gió xoáy, gió lốc thất thường, không theo chu kỳ. Mùa lạnh nhiều sương, đầu mùa hè hay có mưa đá, mùa mưa thường có các trận lũ ngắn đột ngột.
Nguồn tài nguyên chính là rừng với 75.153,44 ha, chiếm 94,11%, trong đó có 21.721,16 ha rừng nguyên sinh đặc dụng. Rừng có nhiều loài cây gỗ quý: đinh hương, trai, sến, pơ mu... Ngoài ra còn có nguồn khoáng sản là các loại: antimon, vàng sa khoáng, chì, kẽm...
Trữ lượng các loại khoáng sản không lớn, khó khai thác vì địa hình phức tạp, giao thông, vận tải khó khăn.

## Lịch sử

### Trước năm 1945
Đất huyện Nà Hang vốn thuộc châu Chiêm Hóa. Theo Đại Nam nhất thống chí và các sách địa lý học lịch sử khác: Các đời Đinh (968-980), Tiền Lê (980-1009), Lý (1010-1225), Trần (1225-1400) là châu Vị Long. Thời thuộc Minh (1414-1427) là huyện Đại Man (một trong 9 huyện thuộc phủ Tuyên Hóa). Từ thời Lê đến đầu thời Nguyễn, châu Đại Man thuộc phủ Yên Bình, trấn (xứ) Tuyên Quang. Năm Minh Mệnh thứ 16 (1835) đổi gọi châu Đại Man là châu Chiêm Hóa, đặt thuộc phủ Yên Ninh (sau đổi là phủ Tương Yên).
Trong thời kỳ Pháp thống trị, châu Chiêm Hóa thuộc Tiểu quân khu Hà Giang (1891-1895), rồi Tiểu quân khu Tuyên Quang (1895- 1900) Đạo quan binh 3, rồi thuộc tỉnh Tuyên Quang tái lập ngày 11-4-1900.
Ngày 15-11-1944, Thống sứ Bắc Kỳ ra Nghị định số 4375/I tách châu Chiêm Hóa tỉnh Tuyên Quang ra làm hai vùng riêng biệt, được đặt tên là Chiêm Hóa và Nà Hang. Châu Nà Hang gồm các tổng: Vĩnh Yên, Thượng Lâm và Côn Lôn. Trụ sở được ấn định ở Nà Hang. Đồn Bang Tá ở Nà Hang bị xóa bỏ.
Ngày 15-11-1944, Thống sứ Bắc Kỳ ra Nghị định số 4375 bis/I: Sáp nhập làng Lăng Can, thuộc tổng Thổ Bình, châu Chiêm Hoá vào tổng Thượng Lâm, châu Nà Hang cùng tỉnh Tuyên Quang.

### Sau năm 1945
Sau năm 1945, huyện Na Hang có 21 đơn vị hành chính cấp xã, bao gồm 21 xã: Côn Lôn, Đà Vị, Đức Xuân, Hoa Thành, Hồng Thái, Khuôn Hà, Lăng Can, Năng Khả, Phúc Yên, Sinh Long, Sơn Phú, Thanh Tương, Thượng Giáp, Thượng Lâm, Thượng Nông, Thượng Yên, Thúy Loa, Trùng Khánh, Trung Thượng, Vĩnh Yên và Yên Viễn.
Ngày 22 tháng 5 năm 1969, Bộ Nội vụ ban hành quyết định số 269-NV.Theo đó:
- Hợp nhất 2 xã: Lăng Can và Thượng Yên thành xã Lăng Can.
- Hợp nhất 2 xã: Đà Vị và Trung Thượng thành xã Đà Vị.
- Hợp nhất 2 xã: Yên Viễn và Hoa Thành thành xã Yên Hoa.

Ngày 27 tháng 12 năm 1975, sau khi tỉnh Tuyên Quang sáp nhập với tỉnh Hà Giang thành tỉnh Hà Tuyên, thì huyện Na Hang thuộc tỉnh Hà Tuyên.
Ngày 13 tháng 2 năm 1987, Hội đồng Bộ trưởng ban hành Quyết định số 28-HĐBT.Theo đó:
- Chia xã Lăng Can thành 2 xã: Lăng Can và Xuân Lập.
- Chia xã Côn Lôn thành 2 xã: Côn Lôn và Khâu Tinh.
- Sáp nhập xóm Bắc Vãng của xã Côn Lôn vào xã Trùng Khánh.
- Sáp nhập xốm Bản Lãm của xã Đà Vị vào xã Khâu Tinh.
- Thành lập thị trấn Na Hang-thị trấn huyện lỵ của huyện Na Hang trên cơ sở 68,8 ha đất với 87 nhân khẩu của xã Thanh Tương; 675,2 ha đất với 840 nhân khẩu của xã Năng Khả và 925 ha đất với 3.650 nhân khẩu của xã Vĩnh Yên, thị trấn Na Hang có 1.668,8 hécta đất với 4.577 nhân khẩu.

Ngày 12 tháng 8 năm 1991, sau khi tỉnh Tuyên Quang được tái lập từ tỉnh Hà Tuyên, thì huyện Na Hang thuộc tỉnh Tuyên Quang.
Ngày 15 tháng 7 năm 1999, chia xã Đức Xuân thành 2 xã: Xuân Tân và Xuân Tiến.
Ngày 25 tháng 1 năm 2006, Chính phủ ban hành Nghị định số 14/2006/NĐ-CP.Theo đó:
- Giải thể 5 xã: Thúy Loa, Xuân Tân, Xuân Tiến, Trùng Khánh và Vĩnh Yên (do nằm trong lòng hồ của Thủy điện Tuyên Quang).
- Điều chỉnh địa giới hành chính của các xã bị giải thể như sau:
  - Điều chỉnh 8.736 ha diện tích tự nhiên của xã Thúy Loa về xã Phúc Yên quản lý.
  - Điều chỉnh 3.222 ha diện tích tự nhiên của xã Thúy Loa, 6.950 ha diện tích tự nhiên của xã Xuân Tân và 165 ha diện tích tự nhiên của xã Xuân Tiến về xã Khuôn Hà quản lý.
  - Điều chỉnh 5.946 ha diện tích tự nhiên của xã Xuân Tiến và 3.048 ha diện tích tự nhiên với 545 nhân khẩu của xã Trùng Khánh về xã Thượng Lâm quản lý.
  - Điều chỉnh 1.500 ha diện tích tự nhiên của xã Trùng Khánh và 620 ha diện tích tự nhiên của xã Vĩnh Yên về xã Khâu Tinh quản lý.
  - Điều chỉnh 1.450 ha diện tích tự nhiên của xã Trùng Khánh về xã Côn Lôn quản lý.
  - Điều chỉnh 3.167 ha diện tích tự nhiên với 495 nhân khẩu của xã Trùng Khánh và 342 nhân khẩu của xã Vĩnh Yên về xã Năng Khả quản lý.
  - Điều chỉnh 4.536 ha diện tích tự nhiên của xã Vĩnh Yên về xã Sơn Phú quản lý.
  - Điều chỉnh 1.686 ha diện tích tự nhiên và 109 nhân khẩu của xã Vĩnh Yên về thị trấn Na Hang quản lý.
  - Điều chỉnh 258 nhân khẩu của xã Thúy Loa, 872 nhân khẩu của xã Xuân Tân, 1.845 nhân khẩu của xã Xuân Tiến, 456 nhân khẩu của xã Trùng Khánh và 436 nhân khẩu của xã Vĩnh Yên về huyện Chiêm Hóa quản lý.
  - Điều chỉnh 3.492 nhân khẩu của xã Thúy Loa, 288 nhân khẩu của xã Xuân Tiến, 978 nhân khẩu của xã Trùng Khánh và 658 nhân khẩu của xã Vĩnh Yên về huyện Yên Sơn quản lý.
  - Điều chỉnh 123 nhân khẩu của xã Xuân Tiến, 645 nhân khẩu của xã Trùng Khánh và 1.781 nhân khẩu của xã Xuân Tân về huyện Hàm Yên quản lý.
- Điều chỉnh địa giới hành chính của một số xã thuộc huyện Na Hang như sau:
  - Điều chỉnh 550 ha diện tích tự nhiên của xã Phúc Yên về xã Khuôn Hà quản lý và 349 nhân khẩu của xã Phúc Yên về xã Lăng Can quản lý.
  - Điều chỉnh 600 ha diện tích tự nhiên của xã Khuôn Hà về xã Phúc Yên quản lý.
  - Điều chỉnh 350 ha diện tích tự nhiên của xã Sơn Phú về xã Khâu Tinh quản lý.
  - Điều chỉnh 1.200 ha diện tích tự nhiên và 346 nhân khẩu của xã Khâu Tinh về xã Sơn Phú quản lý.
  - Điều chỉnh 332 nhân khẩu của xã Khâu Tinh và 930 nhân khẩu của xã Sơn Phú về huyện Yên Sơn quản lý.
  - Điều chỉnh 420 ha diện tích tự nhiên và 1.034 nhân khẩu của xã Thanh Tương về thị trấn Na Hang quản lý.
  - Điều chỉnh 560 ha diện tích tự nhiên và 550 nhân khẩu của xã Năng Khả về thị trấn Na Hang quản lý.
- Sau khi điều chỉnh địa giới hành chính:
  - Xã Đà Vị có 7.945 ha diện tích tự nhiên và 5.117 nhân khẩu.
  - Xã Yên Hoa có 5.808 ha diện tích tự nhiên và 4.538 nhân khẩu.
  - Xã Hồng Thái có 1.575 ha diện tích tự nhiên và 1.347 nhân khẩu.
  - Xã Thượng Nông có 5.291 ha diện tích tự nhiên và 4.084 nhân khẩu.
  - Xã Thượng Giáp có 2.932 ha diện tích tự nhiên và 1.715 nhân khẩu.
  - Xã Sinh Long có 10.653 ha diện tích tự nhiên và 2.052 nhân khẩu.
  - Xã Lăng Can có 7.293 ha diện tích tự nhiên và 4.161 nhân khẩu.
  - Xã Xuân Lập có 7.541 ha diện tích tự nhiên và 1.782 nhân khẩu.
  - Xã Phúc Yên có 17.449 ha diện tích tự nhiên và 2.615 nhân khẩu.
  - Xã Khuôn Hà có 14.087 ha diện tích tự nhiên và 3.041 nhân khẩu.
  - Xã Thượng Lâm có 14.256 ha diện tích tự nhiên và 4.305 nhân khẩu.
  - Xã Sơn Phú có 12.892 ha diện tích tự nhiên và 2.477 nhân khẩu.
  - Xã Khâu Tinh có 8.545 ha diện tích tự nhiên và 1.159 nhân khẩu.
  - Xã Côn Lôn có 5.716 ha diện tích tự nhiên và 1.921 nhân khẩu.
  - Xã Thanh Tương có 10.310 ha diện tích tự nhiên và 2.637 nhân khẩu.
  - Xã Năng Khả có 10.510 ha diện tích tự nhiên và 5.007 nhân khẩu.
  - Thị trấn Na Hang có 4.363 ha diện tích tự nhiên và 6.784 nhân khẩu.

Như vậy, tính đến cuối năm 2010, thì huyện Na Hang có 147.166 ha diện tích tự nhiên và 54.742 nhân khẩu với 17 đơn vị hành chính cấp xã trực thuộc, bao gồm thị trấn Na Hang và 16 xã: Côn Lôn, Đà Vị, Hồng Thái, Khâu Tinh, Khuôn Hà, Lăng Can, Năng Khả, Phúc Yên, Sinh Long, Sơn Phú, Thanh Tương, Thượng Giáp, Thượng Lâm, Thượng Nông, Xuân Lập, Yên Hoa.
Ngày 28 tháng 1 năm 2011, điều chỉnh 60.128,24 ha diện tích tự nhiên và 18.159 nhân khẩu thuộc 5 xã của huyện Na Hang (bao gồm toàn bộ 7.343,48 ha diện tích tự nhiên và 4.797 nhân khẩu của xã Lăng Can, 12.977,80 ha diện tích tự nhiên và 5.129 nhân khẩu của xã Thượng Lâm, 14.554,99 ha diện tích tự nhiên và 3.553 nhân khẩu của xã Khuôn Hà, 17.694,85 ha diện tích tự nhiên và 2.771 nhân khẩu của xã Phúc Yên, 7.557,12 ha diện tích tự nhiên và 1.909 nhân khẩu của xã Xuân Lập) để thành lập huyện Lâm Bình.
Như vậy, đến thời điểm này, thì huyện Na Hang còn lại 86.549,69 ha diện tích tự nhiên và 41.868 nhân khẩu với 12 đơn vị hành chính cấp xã, bao gồm 1 thị trấn và 11 xã như hiện nay.

## Hành chính
Do đặc điểm của địa hình, sự phân bố dân cư và yêu cầu phát triển chung, huyện dần dần hình thành 3 khu vực. Trước năm 2005, Khu A nằm ở phía nam huyện, gồm các xã: Vĩnh Yên, Thanh Tương, Sơn Phú, Năng Khả, Trùng Khánh và thị trấn Nà Hang (trung tâm là thị trấn Nà Hang), về địa hình so với Khu B và khu C có thuận lợi hơn về giao thông. Khu B nằm ở phía bắc huyện, gồm các xã: Lăng Can, Khuôn Hà, Phúc Yên, Thượng Lâm, Xuân Lập, Xuân Tân, Xuân Tiến, Thuý Loa, địa hình có nhiều núi đá cao. Khu C nằm ở phía đông bắc của huyện, gồm các xã: Đà Vị, Hồng Thái, Yên Hoa, Côn Lôn, Khau Tinh, Thượng Nông, Thượng Giáp, Sinh Long (trung tâm là Yên Hoa), địa hình chủ yếu là núi cao.
Do sự hình thành lòng hồ thủy điện Nà Hang và huyện mới Lâm Bình, địa hình Nà Hang chỉ còn lại Khu A (trừ hai xã Vĩnh Yên, Trùng Khánh) và Khu C.
Hiện nay huyện Na Hang có 12 đơn vị hành chính cấp xã trực thuộc, bao gồm thị trấn Na Hang (huyện lỵ) và 11 xã: Côn Lôn, Đà Vị, Hồng Thái, Khâu Tinh, Năng Khả, Sinh Long, Sơn Phú, Thanh Tương, Thượng Giáp, Thượng Nông, Yên Hoa.

## Du lịch

### Di tích lịch sử

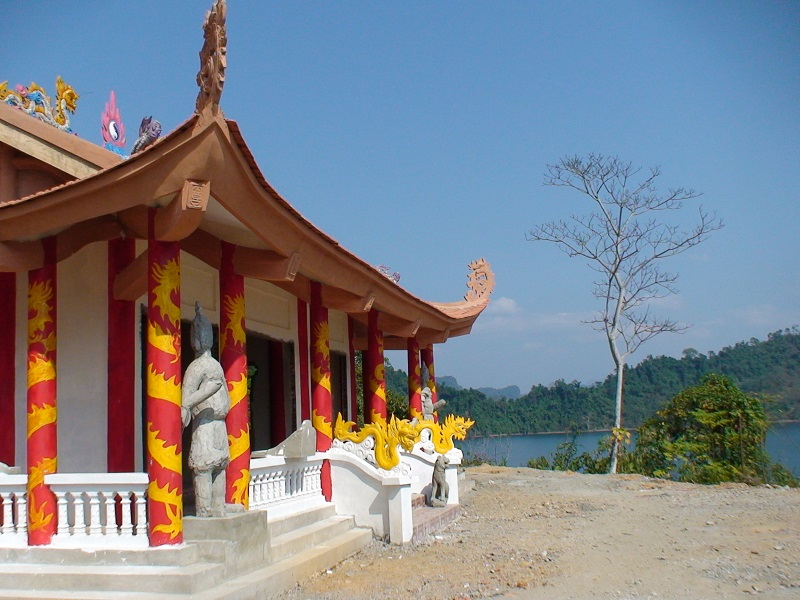
Đền Pác Tạ

Na Hang có nhiều di tích lịch sử, đặc biệt là các di tích:
- Di tích đền Pác Tạ[11] (thị trấn Na Hang) là một trong những dấu tích còn lại minh chứng cho cuộc kháng chiến chống Nguyên - Mông lần thứ hai năm 1285: vị tướng tài giỏi Chiêu Văn Vương Trần Nhật Duật lúc đó đương trấn thủ vùng đất Tuyên Quang đã khôn khéo chỉ huy quân chống giặc từ Vân Nam xuống. Theo những tư liệu lịch sử cho thấy, ngôi đền Pác Tạ được dựng lên bên Gâm giang dưới ngọn Tạ Sơn để phụng thờ và ngưỡng vọng vị hôn phu (người vợ sắp cưới) của Chiêu Văn Vương Trần Nhật Duật. Hình ảnh về vị hôn phu của Chiêu Văn Vương Trần Nhật Duật đã được người dân nơi đây khoác lên tấm áo truyền thuyết ly kỳ lưu truyền từ đời này qua đời khác. Truyền thuyết kể lại rằng: Trong thời gian trấn thủ vùng đất Tuyên Quang xưa, Chiêu Văn Vương Trần Nhật Duật đã đem lòng ái mộ con gái một viên tù trưởng địa phương. Cô thiếu nữ miền sơn cước tài mạo, xinh đẹp, tính tình hiền thục lại xuất thân trong một gia đình hiếu học. Sau khi đánh đuổi quân xâm lược Nguyên - Mông, triều đình đứng ra tổ chức hôn lễ cho tướng quân Trần Nhật Duật với ái nữ xứ Tuyên. Trên đường đón vị hôn phu của Tướng quân họ Trần về kinh đô, qua đây gặp cơn lốc xoáy dữ khiến thuyền bị lật. Người vợ trẻ của Trần Nhật Duật và cả đoàn tùy tùng bị chìm dưới dòng sông. Đã mấy ngày trôi qua, mà thân xác bà vẫn chưa được tìm thấy. Cảm thương trước tình cảnh của bà, triều đình đã ra lệnh cho toàn dân đôi bờ sông Gâm tổ chức tìm vớt thi thể bà và trọng thưởng cho ai tìm thấy. Khi đó có người trong dòng họ Ma đã vớt được thi thể bà. Để tưởng nhớ người vợ trẻ của Chiêu Văn Vương Trần Nhật Duật, những người dân địa phương đã lập đền thờ ngay tại nơi bà quy thác. Và dòng họ Ma được quyền chăm lo hương khói cửa đền từ đó.

- Di tích hang Phia Muồn[12] (Sơn Phú) nằm trong khu vực phổ biến là những núi đá phiến sét vôi xen kẽ những núi đất, những dải thung lũng hẹp và những thảm rừng nguyên sinh còn khá nguyên vẹn. Phia Muồn là một di chỉ cư trú và là khu mộ táng của cư dân thuộc nhiều giai đoạn tiền sử khác nhau. Địa tầng và di vật khảo cổ học kèm theo cho thấy có 2 mức văn hóa thuộc 2 giai đoạn phát triển hậu kỳ đá mới: Mức sớm chứa những công cụ tiêu biểu kỹ nghệ truyền thống Hòa Bình như rìu ngắn, công cụ hình đĩa, công cụ bầu dục,... Sự có mặt của nhiều mảnh tước chứng tỏ người nguyên thủy Phia Muồn đã chế tác công cụ ngay tại di chỉ. Lớp văn hóa sớm thuộc giai đoạn sớm của hậu kỳ đá mới, có niên đại khoảng từ 4.300 - 4.000 năm cách ngày nay. Lớp văn hóa muộn thuộc giai đoạn hậu kỳ đá mới - sơ kỳ kim khí có niên đại từ 4.000 - 3.500 năm cách ngày nay. Hai lớp văn hóa sớm và muộn nằm chồng trực tiếp lên nhau, phát triển liên tục, không có lớp giãn cách. Táng tục và đồ tùy táng cho thấy, toàn bộ 12 ngôi mộ thuộc hậu kỳ đá mới - sơ kỳ kim khí là tục chôn người thân ngay trong di chỉ, với một số loại táng thức mới: bên cạnh táng thức truyền thống trước đó, kiểu chôn người chết nằm co, bó gối là táng thức nằm ngửa, duỗi tay chân và kè đá xung quanh. Những tài liệu ở Phia Muồn đã cung cấp thêm về một loại táng thức cổ mới phát hiện ở Tuyên Quang, đó là tục chôn kè đá vây xung quanh huyệt mộ và rải đá lên thân thể người chết đã hình thành một loại hình văn hóa Hòa Bình thuộc lưu vực sông Gâm, với những sắc thái riêng, tạo nên diện mạo, bản sắc vùng, phản ánh tính đa dạng trong thống nhất của nền văn hóa Hòa Bình nổi tiếng.
- Ngoài ra còn có các khu di tích lịch sử cách mạng và kháng chiến: Xưởng Quân khí H52, Trại giam số 1, cơ sở sản xuất diêm tiêu, Xưởng Quân giới TD86...

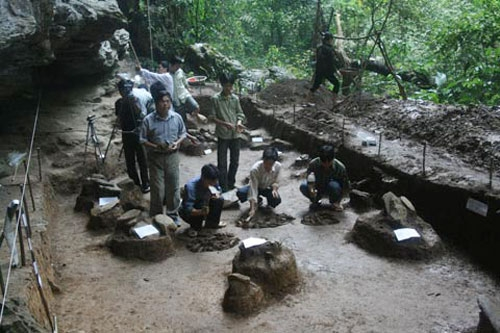
Các nhà khảo cổ học trong hang Phia Muồn

### Danh lam, thắng cảnh
- Hồ Na Hang, huyện Na Hang: Nằm trong khu bảo tồn thiên nhiên nên hồ với nhiều cảnh đẹp còn rất nguyên vẹn và hoang sơ.Danh thắng Cọc Vài

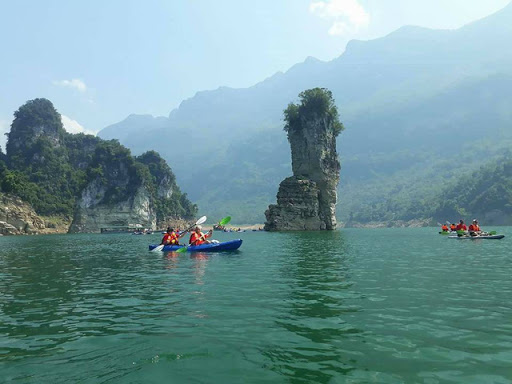
Danh thắng Cọc Vài

- Khu bảo tồn thiên nhiên Na Hang - Lâm Bình[13]. Tuyên Quang là một trong 3 tỉnh có mật độ che phủ rừng lớn nhất cả nước thì Nà Hang là huyện có mật độ rừng che phủ cao nhất toàn tỉnh, chiếm 71% diện tích đất tự nhiên toàn huyện. Tại đây có Khu bảo tồn thiên nhiên Tát Kẻ - Bản Bung với diện tích bảo tồn được phê duyệt là 42.000 ha. Tại Khu bảo tồn này hiện có 40 loài thú, 70 loài chim, 20 loài bò sát và 17 loài thực vật bậc cao. Tiêu biểu là các loài động vật nằm trong sách đỏ như: Voọc mũi hếch, voọc đen má trắng, gấu ngựa,... hay những cây gỗ đinh, nghiến, trai,... quý hiếm hàng nghìn năm tuổi. Khu bảo tồn có vai trò đặc biệt quan trọng là bảo vệ nguồn nước cho hồ thủy điện Tuyên Quang, điều tiết lũ ở vùng hạ lưu và là điểm du lịch sinh thái, mạo hiểm vô cùng hấp dẫn.
- Ruộng bậc thang Hồng Thái - Na Hang. Nằm tại xã Hồng Thái, huyện Na Hang, ở độ cao trên 1.000m. Khí hậu mát mẻ trong lành quanh năm.

### Du lịch văn hoá
Lễ hội Lồng tông với lễ xuống đồng, hội tung còn, đánh pam; biểu diễn then, cọi, quan làng của người Tày; hát páo dung của người Dao...